# Marimatti R.C, Basavana Bagevadi
Marimatti R.C là một làng thuộc tehsil Basavana Bagevadi, huyện Bijapur, bang Karnataka, Ấn Độ.